# Violoncello da spalla

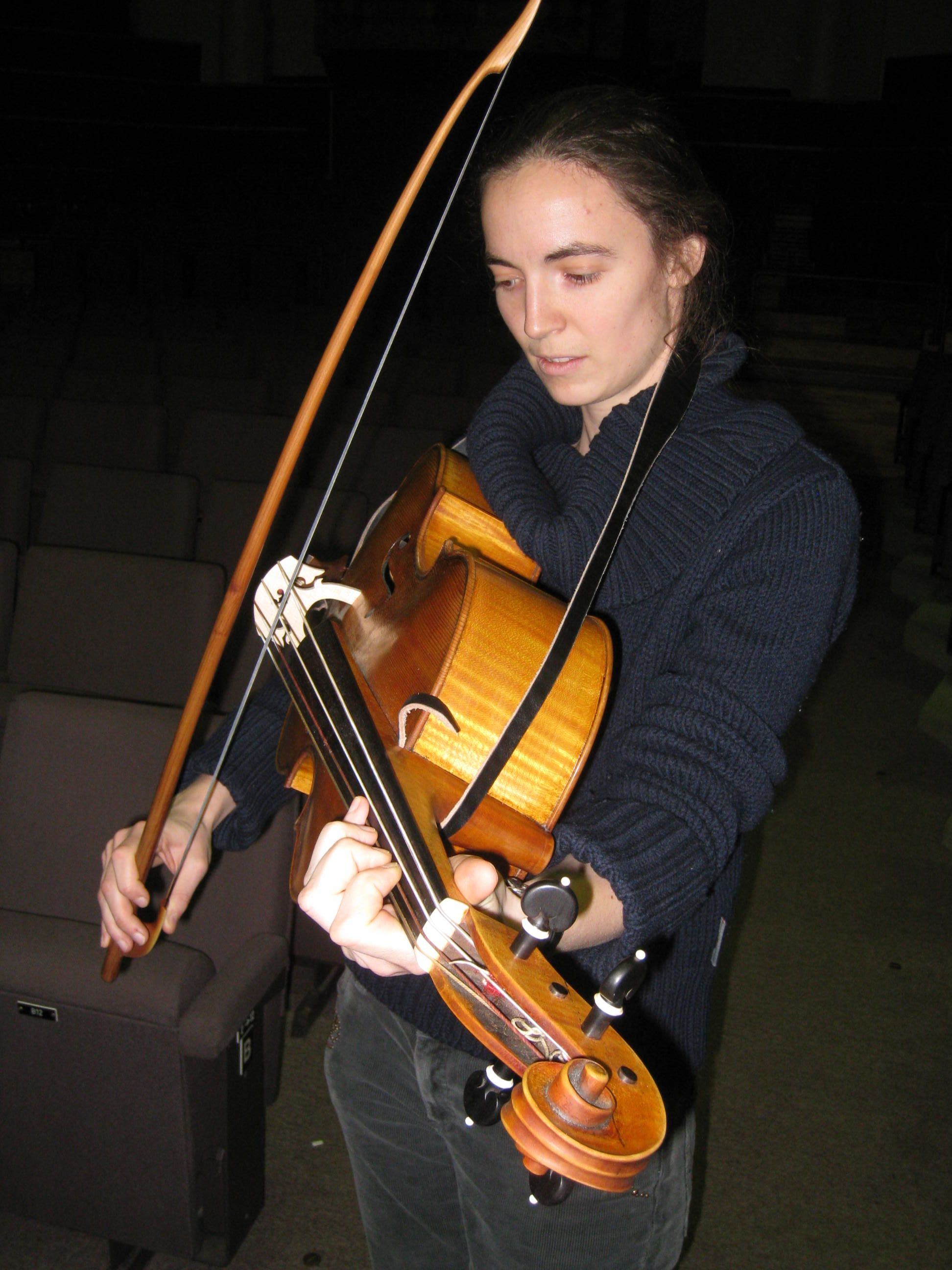
Violoncello da spalla

El violoncello da spalla o violonchelo de brazo es un violonchelo pequeño de hombro, usado por algunos compositores como J. S. Bach para sus Cantatas de Leipzig, que en su versión de cinco cuerdas sirve para interpretar su Suite para violonchelo solo n.º 6. 
El violoncello da spalla se creó para que fuera interpretado por violinistas (poco expertos en la interpretación da gamba, con el instrumento en vertical y sujeto entre las piernas) ya que se interpretaba colocado sobre el hombro y el pecho, y tenía un tamaño mayor al de la viola actual. Algunos investigadores creen que las 6 suites para violonchelo fueron en realidad creadas para este instrumento.

## Ejecutantes
Sigiswald Kuijken, Dimitri Badiarov, Makoto Akatsu, François Fernández.